# James Cameron's Avatar: The Game
James Cameron's Avatar: The Game és un videojoc d'acció del 2009 basat en la pel·lícula de James Cameron amb el mateix nom. El títol va ser desenvolupat per Ubisoft Montreal i publicat per PlayStation 3, Xbox 360, PC, Wii i Nintendo DS l'1 de desembre de 2009, amb una versió de PSP publicat el 8 de desembre del 2009. Ubisoft va anunciar que utilitzaria la mateixa tecnologia que la pel·lícula, amb estereoscopia 3D. En una entrevista a Nintendo Power, es va dir que la versió per a Wii utilitzaria el motor gràfic Jade engine d'Ubisoft.

## Possibilitats en 3D
D'acord amb en Luc Duchaine, el director internacional del videojoc, explicava que es necessitaria una connexió de vídeo HDMI i una pantalla amb refresc de 120 Hz per aconseguir els efectes en 3D. Això no obstant, es pot trobar en el PMF Oficial dels fòrums estereoscòpics: "Avatar: The Game" té l'opció de donar sortida a la majoria dels formats 3D estàndard estereoscòpics, però un televisor o monitor que digui "3D-enabled", és necessari per a descodificar i mostrar el joc en 3D estereoscòpic. " The release of the PC demo has confirmed the PC version of the game supports 3D capabilities as well.
D'acord amb Neil Schneider, director executiu de la S-3D Gaming Alliance, NVIDIA ha desenvolupat un mètode propietàri per la GeForce 3D Vision de NVIDIA que permet veure imatges en 3D directament des del monitor de l'ordinador. Fins al llançament d'Avatar, aquesta limitació ha sigut molt criticada per la indústria del joc perquè es forçava a utilitzar el controlador de 3D esteroscòpic de NVIDIA quan volgués la S-3D. Hi ha solucions alternatives com els monitors iZ3D, pantalles interllaçades, projectors amb doble sortida i el 3D Checkerboard DLP es pot jugar amb total normalitat en 3D.

## Crítica
Avatar: The Game ha tingut una crítica interessant. Molts crítics diuen que la jugabilitat i els controls són pocs intuïtius i la càmera lenta. La versió per Wii ha tingut un resultat mediocre, amb poc angle de càmera, qualitat dels fotogrames són pobres i la història és diferent, però els controls són bons a diferència de les altres plataformes.
La versió de PC ha guanyat un resultat de 65 al Metacritic.
A l'IGN, el joc va rebre una puntuació del 5,9 per a Wii, i un 6,8 a les altres versions. Hi ha un resultat del 5,5 al Gamespot pel PC, PS3 i Xbox 360, mentre que l'edició de PSP va rebre un 4,0.
D'altra banda, d'acord amb Meant to be Seen (MTBS), la versió d'ordinador va rebre un 8,2 de 10, gràcies amb la característica de l'estereoscòpia en 3D. "En un any el joc en S-3D serà més comú, relment crec que Avatar: The Game serà normalment citat com un joc que va començar a tenir èxit i a potenciar el vessant artístic del món en 3D," va dir l'entrevistador en la MTBS.